# Католицька церква в Аргентині
Като́лицька це́рква в Аргенти́ні — найбільша християнська конфесія Аргентини. Складова всесвітньої Католицької церкви, яку очолює на Землі римський папа. Керується конференцією єпископів. Станом на 2004 рік у країні нараховувалося близько 34 480 000 католиків (89,25% від усього населення). Існувало 69 діоцезій, які об'єднували 2642 церковних парафій.  Кількість  священиків — 5648 (з них представники секулярного духовенства — 3577, члени чернечих організацій — 2071), постійних дияконів — 626, монахів — 3385, монахинь — 9070.

## Статистика
Згідно з «Annuario Pontificio» і Catholic-Hierarchy.org:
| Рік | Населення | Населення | Населення | Священики | Священики | Священики | Священики           | Диякони | Ченці    | Ченці | Парафії |
| Рік | католики  | загалом   | %         | загалом   | секулярні | ченці     | вірних на священика | Диякони | чоловіки | жінки | Парафії |
| --- | --------- | --------- | --------- | --------- | --------- | --------- | ------------------- | ------- | -------- | ----- | ------- |

## Діоцезії
Католицька церква в Аргентині має такі архідієцезії:
- Баїя-Бланка
- Буенос-Айрес
- Кордова
- Коррієнтес
- Ла-Плата
- Мендоса
- Парана
- Ресістенсія
- Росаріо
- Сальта
- Сан-Хуан-де-Куйо
- Санта-Фе-де-ла-Вера-Крус
- Тукуман
- Мерседес-Лухан